# 天主教埃斯昆特拉教區
天主教埃斯昆特拉教區（拉丁語：Dioecesis Escuintlensis）是瓜地馬拉一個羅馬天主教教區，屬危地馬拉總教區。
教區前身是一個自治監督區，成立於1969年5月9日，1994年7月28日升為教區。
教區位於埃斯昆特拉省。2010年有教友887,000人（佔轄區總人口77.2%）、十七個堂區、廿三名司鐸。現任教區主教為維克多·烏戈·帕爾馬·保爾。